# Tarhuntassa

Localisation des principaux sites et régions de l'Anatolie hittite

Tarhuntassa était un royaume et une ville de l'Anatolie de l'Âge du Bronze récent, durant la seconde moitié du IIe millénaire av. J.-C., durant la période de l'hégémonie du royaume des Hittites. Sa localisation exacte est encore indéterminée, même s'il semble clair qu'il faille la chercher dans le sud anatolien sur les territoires de la Cilicie et la Pamphylie classiques à la suite de la découverte d'inscriptions de ses souverains. Ils correspondant à l'ancien Bas Pays hittite, peuplé en majorité par des Louvites.
Tarhuntassa apparaît dans la documentation hittite sous le règne de Muwatalli II (c. 1295-1272 av. J.-C.) qui y établit la cour hittite, transférée depuis sa capitale traditionnelle, Hattusa. Ce déplacement peut être motivé pour des raisons tactiques, Hattusa étant exposée aux menaces des populations du nord anatolien, les Gasgas, et éloignée de la Syrie, principal théâtre des opérations à cette période. Mais il faut peut-être aussi chercher du côté des explications religieuses, Muwatalli ayant pour dieu personnel le Dieu de l'Orage de l'éclair, divinité tutélaire du pays de Tarhuntassa. Son fils et successeur Urhi-Teshub/Mursili III (c. 1272-1267 av. J.-C.) choisit de rapatrier la cour hittite à Hattusa. Peu après, son oncle Hattusili III le renverse, et fait de Tarhuntassa un apanage pour Kurunta (aussi connu sous le nom Ulmi-Teshub), autre fils de Muwatalli II et prétendant potentiel au trône. Il délimite les frontières de son royaume, le gratifie de plusieurs avantages visant sans doute à s'assurer de sa fidélité. Cette situation est confirmée par le Grand roi hittite suivant, Tudhaliya IV. Son royaume s'est étendu loin vers le sud, peut-être jusqu'à la côte et le port d'Ura, le plus important du sud anatolien.
Tarhuntassa devient donc le siège d'une branche collatérale de la dynastie hittite, comme avant elle Karkemish et Alep. À vrai dire, Kurunta est le seul roi de cette ville connu avec certitude. Ses relations avec la dynastie cousine de Hattusa sont débattues : il est couramment avancé qu'il a tenté de faire sécession face à Tudhaliya IV et Suppiluliuma II, et peut-être même tenté un coup de force à Hattusa. Il a laissé une inscription en hiéroglyphes hittites à Hatip dans laquelle il prend le titre de « Grand roi », d'ordinaire réservé au roi hittite, ce qui pourrait indiquer une volonté de s'affirmer. Deux inscriptions retrouvées à Kizildag et Karadag présentent un certain « Hartapu fils de Mursili », que certains chercheurs ont proposé de voir comme roi de Tarhuntassa, mais il se pourrait qu'il ait en fait plutôt régné durant les premiers siècles du Ier millénaire av. J.-C.. 
Le royaume de Tarhuntassa s'effondre probablement pendant les années de troubles qui conduisent à la chute de l'empire hittite, en partie sous l'impulsion des « Peuples de la mer » au début du XIIe siècle av. J.-C. Lui succèdent alors les royaumes « néo-hittites » (notamment Tabal), qui entretiennent avec lui des liens dont la nature est impossible à établir.